# Madhuca longifolia

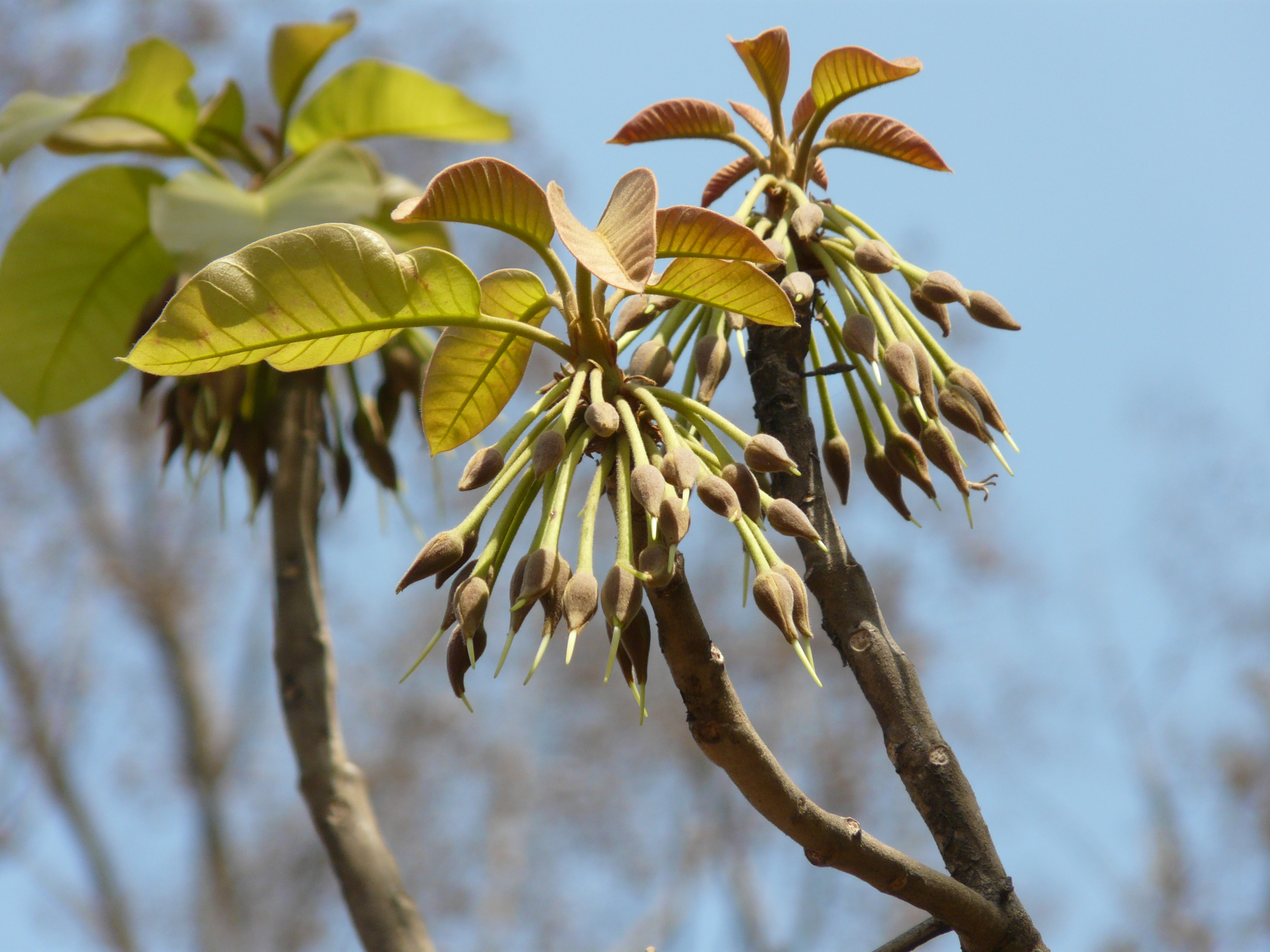
Fruchtstände

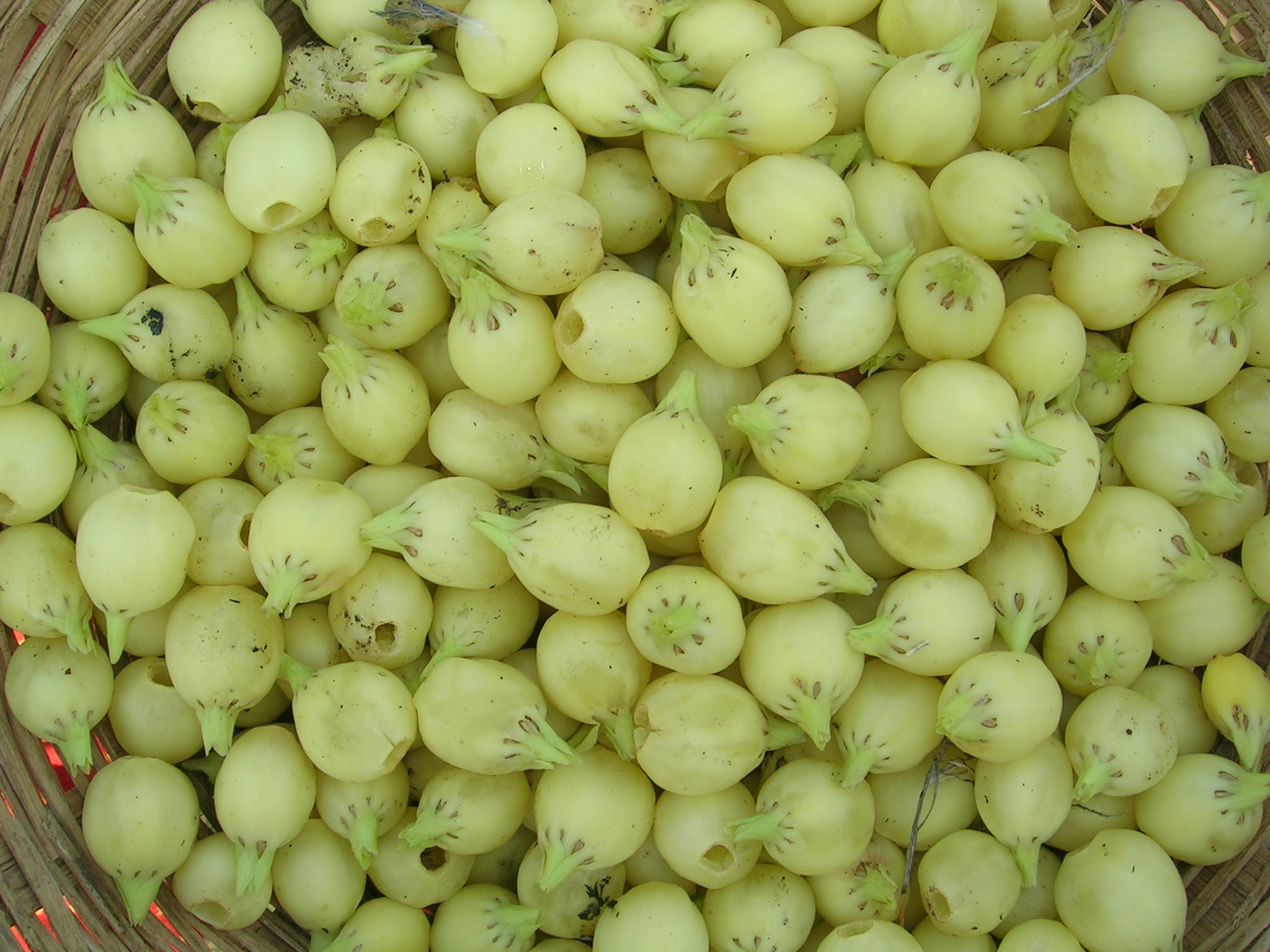
Fleischige Blüten

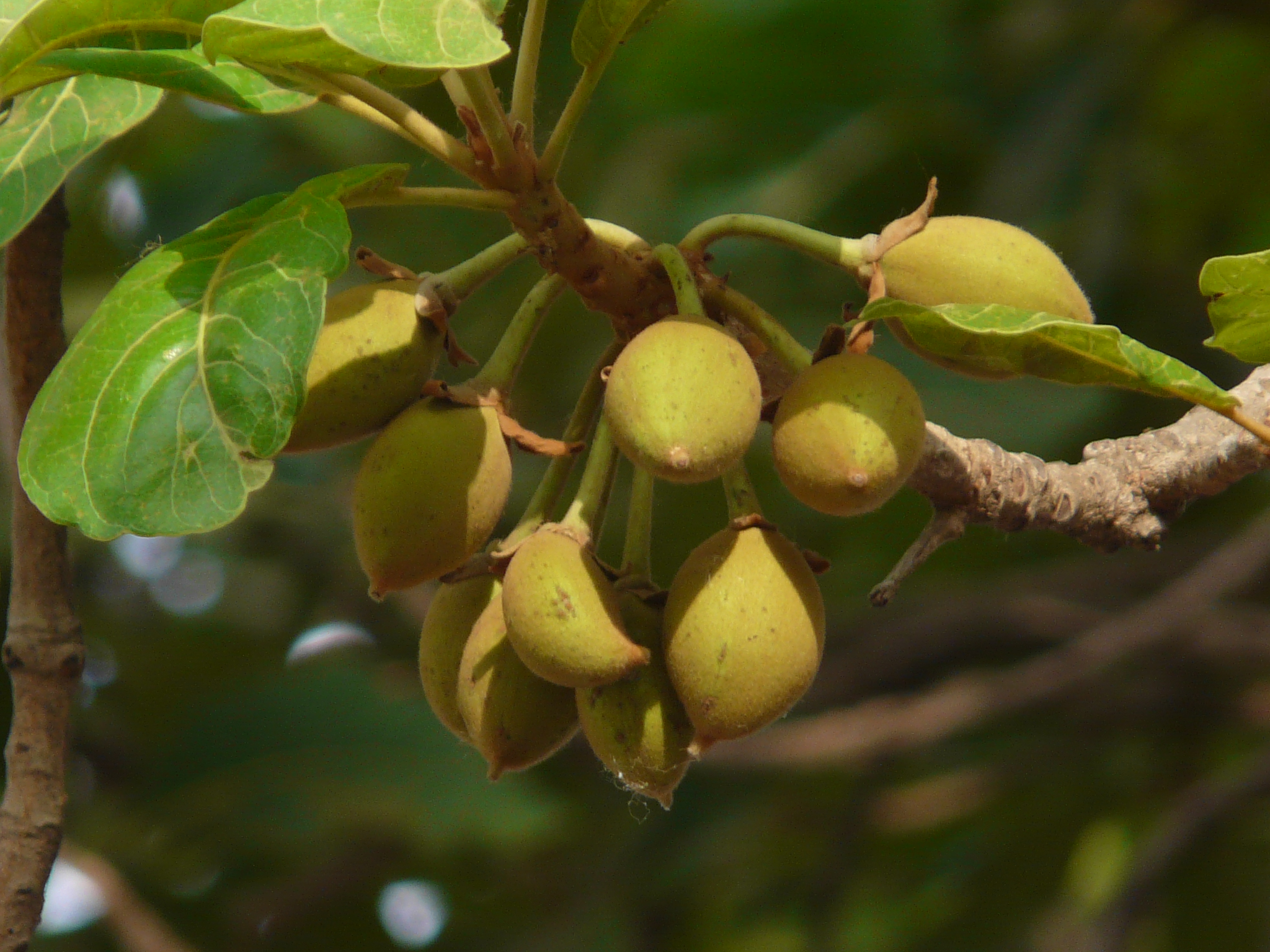
Früchte

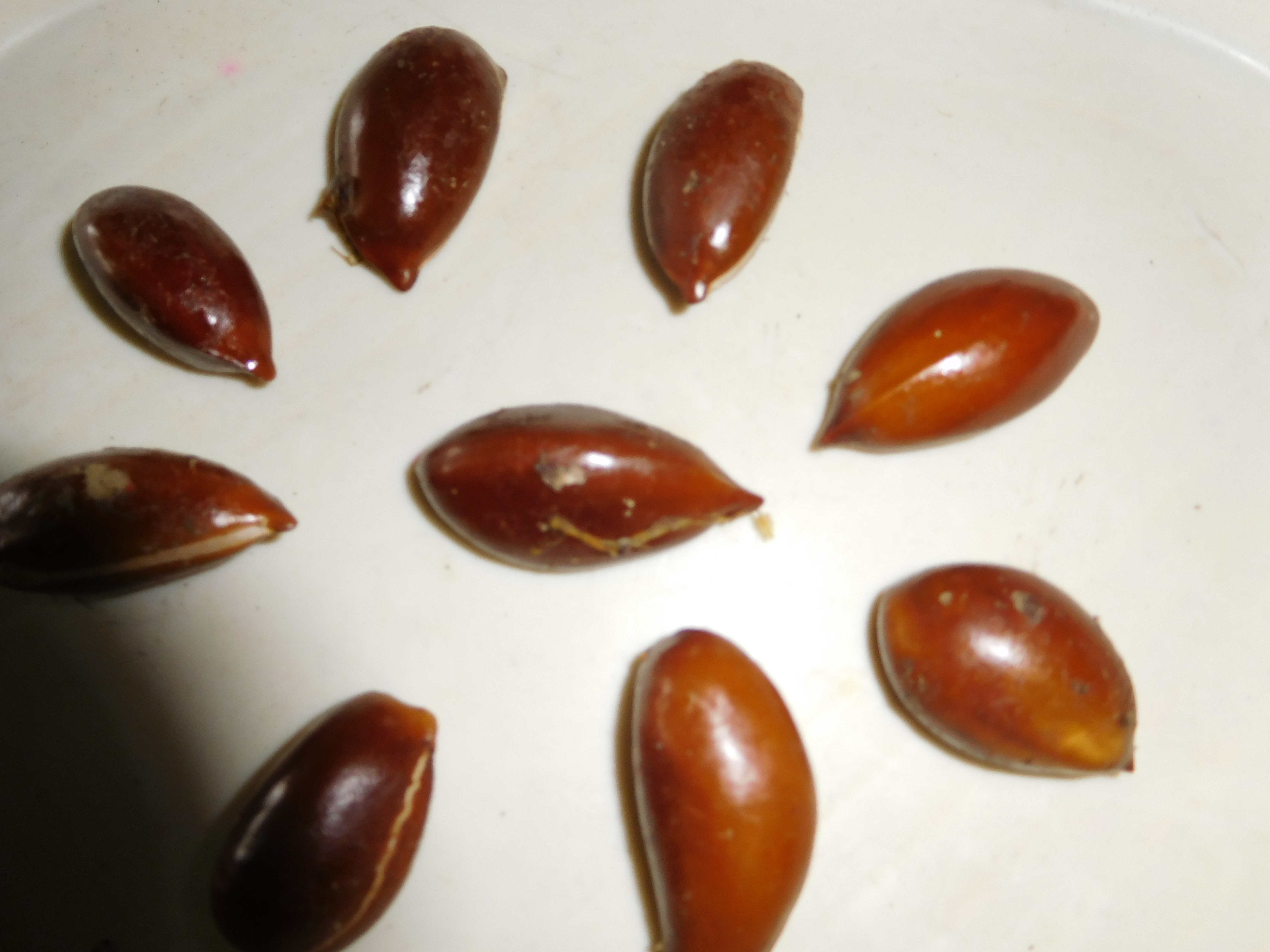
Samen

Madhuca longifolia auch Indischer Butterbaum oder Mowra(h), Mahua oder Mohua, sowie Mahwa- oder Madhukabaum, Gallertbaum und  Illipé, ist ein tropischer Baum aus der Familie der Sapotengewächsen. Er stammt aus dem Indischen Subkontinent, wo er vielfältig genutzt wird.
Als Indischer Butterbaum wird auch Diploknema butyracea und Garcinia indica bezeichnet.

## Beschreibung
Madhuca longifolia ist ein immergrüner bis halb-immergrüner Baum der bis etwa 18 Meter hoch wird. Der Stammdurchmesser kann bis zu 80 Zentimeter erreichen. Die Borke ist leicht rissig und schuppig sowie grau-bräunlich. Der Baum führt einen Milchsaft.
Die gestielten und glatten Blätter sind elliptisch, eiförmig bis verkehrt-eiförmig oder lanzettlich, sie stehen schraubig in Gruppen an den Zweigenden. Sie können bis 23 Zentimeter lang werden und sie sind rundspitzig oder spitz bis bespitzt mit ganzem Rand. Die wechselnd gefiederte Nervatur und die Blattstiele sind cremefarben. Es sind abfallende Nebenblätter vorhanden.
Die gelblichen, duftenden und langstieligen, zwittrigen Blüten mit doppelter Blütenhülle stehen in dichten Gruppen, Büscheln. Der meist vierteilige, ledrige Kelch ist bräunlich und filzig behaart. Es sind etwa sieben bis zehn, fleischige und basal verwachsenen Kronblätter mit spitzen Zipfeln vorhanden, sie sind nur kurzlebig und fallen dann als Ganzes ab. Es sind bis 25, kurze Staubblätter in mehreren Kreisen, mit behaarten, pfeilförmigen Antheren vorhanden. Der oberständige und vielkammerige Fruchtknoten ist behaart mit einem langen Griffel mit kopfiger Narbe.
Es werden grünliche bis gelbliche und bis etwa 4,5 Zentimeter große, ein- bis viersamige und rundliche bis eiförmige, spärlich behaarte Beeren gebildet. Die braunen, ellipsoiden, glatten und glänzenden Samen (Nüsse) sind bis 3,5 Zentimeter lang.
Die Blüten werden von Fledermäusen bestäubt, die an den fleischigen Petalen fressen.
Die Chromosomenzahl beträgt 2n = 14 oder 16.

## Verbreitung
Madhuca longifolia kommt in Indien, Nepal, Sri Lanka und Bangladesch vor.

## Taxonomie/Systematik
Die Erstbeschreibung erfolgt durch Carl Linné als Bassia longifolia in Mantissa Plantarum 2(App.): 563, 1771, nach Illippe malabarorum von Johann Gerhard König. Die Umteilung und Umbenennung erfolgte 1918 durch James Francis Macbride in Contr. Gray Herb. 53: 17. Die Varietät Madhuca longifolia var. latifolia wurde 1943
von Auguste Jean Baptiste Chevalier  in Rep. Bot. Appl. 23: 149 benannt.
Weitere Synonyme sind Vidoricum longifolium (J.Koenig ex L.) Kuntze, Vidoricum latifolium (Roxb.) Kuntze, Madhuca indica J.F.Gmel., Madhuca latifolia (Roxb.) J.F.Macbr., Illipe latifolia (Roxb.) F.Muell.,  Illipe latifolia F. Muell., Illipe latifolia Engl. und Illipe malabarorum Gras, Bassia latifolia Roxb., Bassia villosa Wall. ex G.Don. sowie Illipe malabarorum subsp. alphonsae Dubard, Illipe malabrorum subsp. latifolia (Roxb.) Dubard.
Man unterscheidet zwei Varietäten:
- Madhuca longifolia var. longifolia; mit länglicheren und dickeren Blättern und Früchten. Sie kommt im zentralen Nepal, in Indien, Bangladesch und Sri Lanka vor.[1]
- Madhuca longifolia var. latifolia  (Roxb.) A.Chev.; mit größeren und dünneren Blättern und rundlicheren Früchten, sowie glatterer Rinde. Sie kommt in Zentral- bis Nord-Indien, in Bangladesch und vielleicht in Myanmar vor.[1]

## Verwendung
Die Samen liefern eine Art Illipebutter bzw. die Mowrahbutter (Mahua-, Mowra(h)-, Mohuaöl) Ähnlich ist die Phulwarabutter von Diploknema butyracea. Die Samen enthalten 20 bis 50 % ihres Gewichts als Öl. Das Öl besteht zu rund 46 % aus Ölsäure und jeweils rund 18 % Linol- und Palmitinsäure sowie 14 % Stearinsäure.
Die süßen, fleischigen Blüten und die Früchte sind essbar. Die Blüten können gekocht oder roh gegessen werden, sie werden auch zur Essig- und Likörherstellung und medizinisch verwendet. Mahuaschnaps ist seit Jahrhunderten ein wichtiger Bestandteil der Kultur Zentralindiens, besonders der Ureinwohner, und wird in den letzten Jahren vermehrt international vermarktet.
Das Holz ist hart, schwer und beständig. Es kann für Möbel, den Hausbau und anderes verwendet werden.